# Florø
Florø – miasto w Norwegii, w regionie Vestlandet, nad Morzem Norweskim. W 2017 roku liczyło 9029 mieszkańców. We Florø znajduje się niewielkie lotnisko.